# Mitrofan (Jarosławcew)
Mitrofan, imię świeckie Michaił Władimirowicz Jarosławcew, ros. Михаил Владимирович Ярославцев (ur. 18 grudnia?/30 grudnia 1883 w guberni tulskiej, zm. 28 stycznia 1954 w Rabacie) – rosyjski wojskowy (generał lejtnant), emigracyjny publicysta, duchowny prawosławny.

## Życiorys
Ukończył 1 korpus kadetów w Moskwie, zaś w 1905 r. aleksandrowską szkołę wojskową. Otrzymał stopień podporucznika. W latach 1905–1907 uczestniczył w wojnie rosyjsko-japońskiej. W 1908 roku w parafii prawosławnej Złojeca ożenił się z Eugenią Omelańską, córką księdza Isidora Omelańskiego, z którą miał dwóch synów: Jerzego i Mikołaja. Brał udział w I wojnie światowej. Służył w stopniu sztabskapitana w lejbgwardii 68 Borodinskiego Pułku Strzeleckiego. Pełnił funkcję adiutanta pułkowego. Następnie dowodził 2, a potem 4 Batalionem Pułku. Został ranny. W lutym 1917 r. w stopniu podpułkownika objął dowództwo 1 Batalionu. W drugiej połowie tegoż roku dowodził w stopniu pułkownika 301 Bobrujskim Pułkiem Piechoty. W lutym 1918 r. dostał się do niewoli niemieckiej. W listopadzie tego roku wstąpił do Pskowskiego Korpusu Ochotniczego. Objął funkcję zastępcy dowódcy Pułku Pskowskiego. Następnie był zastępcą dowódcy Oddziału Zachodniego, a potem wyższym oficerem do specjalnych poruczeń. Od kwietnia 1919 r. dowodził Pułkiem Ostrowskim Armii Północno-Zachodniej gen. Nikołaja N. Judenicza. Latem 1919 r. w stopniu generała majora objął dowództwo 2 Dywizji Strzeleckiej. Od końca 1919 r. dowodził 3 Dywizją Strzelecką. Doszedł do stopnia generała lejtnanta. Po klęsce wojsk Białych na początku 1920 r. przybył do Polski, gdzie kilka miesięcy później został dowódcą 3 Wołżańskiej Dywizji Piechoty w składzie Rosyjskiej Ludowej Armii Ochotniczej gen. Stanisława Bułak-Bałachowicza. Po jej klęsce był osadzony w obozie dla internowanych w Ostrowi Łomżyńskiej. Jednocześnie pełnił funkcję konsultanta wojskowego Borisa W. Sawinkowa. W 1921 r. wyjechał do Niemiec, zaś w 1923 r. do Francji. Zamieszkał w Paryżu. Od 1931 r. pracował jako konsjerż w Nicei. Jednocześnie pisał artykuły do pisma „Wriemia”. Opublikował ponadto artykuł w wydawnictwie „Służba swiazi Liwiencew i Siewierozapadnikow”.
W 1935 r. rozpoczął naukę w rosyjskiej szkole teologicznej przy monasterze św. Kiryka w Bułgarii. Kontynuował ją na wydziale teologicznym uniwersytetu w Sofii. W 1937 r. został wyświęcony na kapłana, po czym skierowano go do miasta Churajbika w Maroku jako proboszcza nowo wybudowanej cerkwi Świętej Trójcy. W 1940 r. złożył wieczyste śluby mnisze, przyjmując imię mnisze Mitrofan. W 1945 r. został igumenem, zaś w 1949 r. archimandrytą. Od 1952 r. był proboszczem cerkwi Zmartwychwstania Pańskiego w Rabacie. Publikował artykuły w miejscowych pismach religijnych.